# Цзянъань (Сычуань)
Цзянъа́нь (кит. упр. 江安, пиньинь Jiāng'ān) — уезд городского округа Ибинь провинции Сычуань (КНР).

## История
Ещё при империи Хань эти места входили в состав уезда Цзянъян (江阳县). При империи Восточная Цзинь в 346 году из уезда Цзянъян был выделен уезд Ханьань (汉安县), а чуть позднее — уезд Цзиншуй (绵水县). При империи Суй в 598 году уезд Ханьань был переименован в Цзянъань, а при империи Северная Сун в 967 году к нему был присоединён уезд Цзиншуй.
В ноябре 1950 года был образован Специальный район Ибинь (宜宾区专), и уезд вошёл в его состав. В 1970 году Специальный район Ибинь был переименован в Округ Ибинь (宜宾地区). В 1996 году постановлением Госсовета КНР округ Ибинь был расформирован, и территория бывшего округа Ибинь стала Городским округом Ибинь.

## Административное деление
Уезд Цзянъань делится на 15 посёлков и 3 волости.